# Les Monceaux
Les Monceaux ist eine französische Gemeinde mit 211 Einwohnern (Stand 1. Januar 2022) im Département Calvados in der Region Normandie. Sie gehört zum Arrondissement Lisieux und zum Kanton Mézidon Vallée d’Auge. 
Sie grenzt im Nordwesten an La Houblonnière, im Norden an La Boissière, im Osten an Saint-Pierre-des-Ifs, im Südosten an Le Mesnil-Eudes, im Süden an Le Mesnil-Simon und im Westen an Mézidon Vallée d’Auge mit Lécaude.

## Bevölkerungsentwicklung
| Jahr      | 1962 | 1968 | 1975 | 1982 | 1990 | 1999 | 2008 | 2015 |
| --------- | ---- | ---- | ---- | ---- | ---- | ---- | ---- | ---- |
| Einwohner | 127  | 125  | 121  | 145  | 147  | 146  | 174  | 175  |